# Fielding L. Wright
Fielding Lewis Wright (16 de mayo de 1895 – 4 de mayo de 1956) fue un político estadounidense que se desempeñó en mandatos  como el 19.° vicegobernador, y los 49.° y 50.°gobernador de Missisipi. Durante las elecciones presidenciales de 1948, se desempeñó como candidato a la vicepresidencia del Partido Democrático de los Derechos de los Estados (Dixiecrats) junto con el candidato presidencial Strom Thurmond. Durante su carrera política, luchó para mantener la segregación racial, luchó contra el presidente Harry S. Truman por la legislación de derechos civiles y sostuvo otras opiniones racistas.
Wright creció en Rolling Fork, Mississippi, donde se educó y luego asistió a la Universidad Gardner-Webb y la Universidad de Alabama . Durante la Primera Guerra Mundial fue enviado a Francia como capitán. Sirvió en el 149.º Batallón de Ametralladoras y en el 105.º Batallón de Ingenieros de Combate antes de ser dado de baja con honores en 1919. Después de su servicio en el Ejército de los Estados Unidos, se unió a la Guardia Nacional de Mississippi.
Después de ingresar a la política en la década de 1920, fue elegido para la legislatura estatal donde sirvió a fines de la década de 1920 y durante la década de 1930. En 1936 asciende a la Presidencia de la Cámara de Representantes del estado. Después de una breve ausencia de la política, fue elegido vicegobernador de Mississippi y sirvió hasta que ascendió al cargo de gobernador tras la muerte de Thomas L. Bailey el 2 de noviembre de 1946. Durante su mandato como gobernador, hizo esfuerzos para mantener la segregación racial y apoyó al senador Theodore G. Bilbo, miembro del Ku Klux Klan y segregacionista, en su intento de mantener su escaño en el Senado de los Estados Unidos.
Wright fue elegido para un mandato por derecho propio en las elecciones de 1947 de Missisipí. En su discurso inaugural, expresó su oposición al apoyo de Truman a los derechos civiles y pidió a los demócratas del sur que abandonaran el Partido Demócrata. Se desempeñó como líder de los Dixiecrats, rechazando ofertas para postularse para la nominación presidencial, aunque luego aceptó la nominación vicepresidencial. En las elecciones presidenciales, Thurmond y Wright ganaron en varios estados del sur, pero no pudieron evitar que Truman ganara las elecciones presidenciales. Wright completó su mandato para gobernador el 22 de enero de 1952 y se retiró del servicio público. Buscó sin éxito la nominación demócrata en las elecciones para gobernador de Mississippi de 1955 y murió el 4 de mayo de 1956.